# The Gap Band III
The Gap Band III é o quinto álbum de estúdio (ao contrário do que aparenta o título) da banda The Gap Band, lançado em  1980 pela Mercury Records. Foi produzido por Lonnie Simmons. Foi o primeiro álbum do grupo a conseguir a certificação platina. O álbum foi lançado em versão remasterizada pela PTG Records em 2009.

## Recepção
O álbum atingiu o número 1 da parada Top Soul Albums e número 16 na Billboard 200. O álbum inclui 3 singles que também entraram nas paradas: número 60 na parada R&B com "Humpin'", "Yearning for Your Love", que alcançou número 5 na parada R&B e número 60 na Billboard Hot 100, e o single que alcançou o topo da parada "Burn Rubber (Why You Wanna Hurt Me)", que também alcançou número 19 nas paradas Dance e número 84 na parada Hot 100.
Este seria o disco final lançado pela Mercury Records. Os próximos seis álbuns do Gap Band seriam lançados pela Total Experience Records.

## Faixas
| #   | Título                                              | Compositor(es)                                             | Duração |
| --- | --------------------------------------------------- | ---------------------------------------------------------- | ------- |
| 1.  | When I Look in Your Eyes                            | Lonnie Simmons, Rudy Taylor, Wilmer Raglin                 | 4:59    |
| 2.  | Yearning for Your Love                              | Oliver Scott, Ronnie Wilson                                | 5:42    |
| 3.  | Burn Rubber (Why You Wanna Hurt Me)                 | Charlie Wilson, Lonnie Simmons, Rudy Taylor                | 5:30    |
| 4.  | Nothin' Comes to Sleepers                           | Oliver Scott, Ronnie Wilson                                | 5:33    |
| 5.  | Are You Living                                      | Charlie Wilson, John Black                                 | 4:23    |
| 6.  | Sweet Caroline                                      | Charlie Wilson, Malvin Vice                                | 3:20    |
| 7.  | Humpin'                                             | Charlie Wilson, Lonnie Simmons, Ronnie Wilson, Rudy Taylor | 5:13    |
| 8.  | The Way                                             | Oliver Scott, Ronnie Wilson                                | 4:47    |
| 9.  | Gash Gash Gash                                      | Robert Wilson                                              | 5:18    |
| 10. | Burn Rubber (Why You Wanna Hurt Me) [Radio Version] | Charlie Wilson, Lonnie Simmons, Rudy Taylor                | 4:09    |

## Músicos
- Charlie Wilson - Teclados, Sintetizadores, Percussão, Vocais e Backing Vocais
- Ronnie Wilson - Trompete, Teclados, Backing Vocais
- Robert Wilson -  Baixo, Backing Vocais (Vocais em "Gash Gash Gash")
- Oliver Scott - Sopro, Teclados, Sintetizadores, Backing Vocais
- Raymond Calhoun - Bateria, Percussão, Backing Vocais
- Melvin Webb, Ronnie Kaufman - Bateria
- John Black - Teclados, Backing Vocais
- Malvin "Dino" Vice - Arranjos de cordas, Backing Vocais
- Cavin Yarbrough - Sintetizadores
- Robert "Goodie" Whitfield - Teclados
- Fred Jenkins - Guitarra
- Glen Nightingale - Guitarra
- Marlo Henderson - Guitarra
- Wilmer Raglin- Horns, Backing Vocais
- Earl Roberson - Sopro
- Katie Kilpatrick - Harpa
- The Gap Band, Howard Huntsberry, Jonah Ellis, Marva King, Maxanne Lewis, Rudy Taylor, Val Young, Lonnie Simmons, Malvin "Dino" Vice - Backing Vocais

## Paradas
| Parada (1981)             | Pico |
| ------------------------- | ---- |
| Billboard Pop Albums      | 16   |
| Billboard Top Soul Albums | 1    |

### Singles
| Ano  | Single                                | Posição nas paradas | Posição nas paradas |          |
| Ano  | Single                                | US Pop              | US R&B              | US Disco |
| ---- | ------------------------------------- | ------------------- | ------------------- | -------- |
| 1981 | "Burn Rubber (Why You Wanna Hurt Me)" | 84                  | 1                   | 19       |
| 1981 | "Yearning for Your Love"              | 60                  | 5                   | -        |
| 1981 | "Humpin'"                             | -                   | 60                  | -        |